# Watertown (Dakota Południowa)
Watertown – miasto w Stanach Zjednoczonych, w stanie Dakota Południowa, siedziba administracyjna hrabstwa Codington, położone nad rzeką Big Sioux.